# Liste von Mühlen an der Metuje
Die Liste von Mühlen an der Metuje gibt eine Übersicht über historische Wassermühlen an der Metuje (deutsch: Mettau) und deren Zufluss Dřevíč (deutsch: Erlitz) unabhängig davon, ob sie noch existieren oder bereits verfallen und abgerissen sind. Es wurden etwa 40 Mühlenstandorte erfasst. Viele Mühlen existieren nicht mehr, einige sind umgebaut und dienen anderen Zwecken.

## Legende
- Lage: Ortsteil bzw. Gemarkung sowie Straßenname und Hausnummer. Der Link Standort führt zur Kartendarstellung.
- Objekt: Name der Mühle.
- Beschreibung: Angabe baulicher und geschichtlicher Einzelheiten, von Denkmaleigenschaften sowie ehemaligen Besitzern oder Bewohnern der Mühle.
- ÚSKP-Nr.: Mühlen, die unter Denkmalschutz stehen, werden hier eingetragen. Der Link Katalog führt zur tschechischen Denkmalliste. Ein ggf. vorhandenes Icon  führt zu den Angaben bei Wikidata.
- Bild: zeigt ein Bild der Mühle und gegebenenfalls einen Link zu weiteren Fotos.

Anmerkung: MVE = Malá Vodní Elektrárna = Kleine Wasserkraftanlage zur Stromerzeugung

## Liste der Mühlen
Die Liste der ehemaligen Mühlen ist entsprechend der örtlichen Lage von der Quelle bis zur Mündung in die Elbe gegliedert.
| Mühlen am Dřevíč (Erlitz)                                  |                                               | |                           |                                               |
| Jívka, Horní Vernéřovice 51 (Standort)                     | Tauchmann-Mühle Ober Wernersdorf              | ehem. Tauchmann-Mühle Ober Wernersdorf - Tauchmannův mlýn Vernéřovice am Dřevíč (Erlitz). Die ursprüngliche Mühle wurde in ein Industriegebäude umgewandelt. |                           | BW                                            |
| Stárkov 102 (Standort)                                     | Hofmann-Mühle Starkstadt                      | ehem. Hofmann-Mühle Starkstadt - Hofmanův mlýn Stárkov; Mühle am Bach Dřevíč (Erlitz), im Jahr 1850 in eine wasserbetriebene Weberei umgewandelt, nach 1945 wurde die Weberei geschlossen und hier eine Maschinen- und Traktorenstation eingerichtet. |                           | BW                                            |
| Stárkov 50 (Standort)                                      | Pfeifer-Mühle Starkstadt                      | ehem. Pfeifer-Mühle Starkstadt - Pfeiferův mlýn Stárkov; Mühle am Bach Jívka. Ein Wohnhaus mit Resten des Wirtschaftsteils und eines Auszugshauses sowie Reste einer Auffahrt. In den 1980er Jahren waren noch Reste eines Wasserrades vorhanden, jetzt ist es ein gepflegtes Wohnhaus. |                           | BW                                            |
| Stárkov 12 (Standort)                                      | Niedermühle; Layer-Mühle Starkstadt           | ehem. Niedermühle, Unger-Mühle, Layer-Mühle Starkstadt - Dolní, Ungerův, Layerův mlýn Stárkov; Mühle am Dřevíč (Erlitz), urspr. im 18. und 19. Jahrhundert eine Getreidemühle, zunächst im Besitz von Laurenz Unger (1789-1854), dann im Besitz seines Schwiegersohns Joseph Layer, derzeit ohne Mühlenausrüstung. |                           | BW                                            |
| Horní Dřevíč 3, OT von Stárkov (Standort)                  | Dřevíček-Mühle Ober Drewitsch                 | ehem. Dřevíček-Mühle in Ober Drewitsch – mlýn Dřevíček in Horní Dřevíč am Dřevíč (Erlitz). Mühle wird erstmals 1734 erwähnt. Die jetzige Dřevíček-Mühle wurde 1919 im Stil einer Blockhütte von Ladislav Baudyš an der Stelle einer alten Holzmühle erbaut, einschl. Wirtschaftsflügel, Stall und Scheune. Die technische Ausstattung stammt aus den Jahren 1925 bis 1938. Sie war bis 1941 in Betrieb, als der Müller Baudyš verhaftet wurde. Nach 1945 wurde der Mühlenbetrieb wieder aufgenommen, allerdings nur bis 1948 als die Mühle verstaatlicht und der Betrieb endgültig eingestellt wurde. Heute beherbergt die Mühle ein Museum, das Besuchern die Geschichte der Mühle mit vollständig erhaltener technischer Ausstattung zeigt (einschl. der später eingebauten Francis-Turbine). | 105036 Info Katalog       | weitere Bilder                                |
| Velký Dřevíč 43 (Standort)                                 | Sägemühle Ober Drewitsch                      | ehem. Sägemühle Ober Drewitsch - Lelkův mlýn in Velký Dřevíč am Dřevíč (Erlitz). Gut erhaltene Sägemühle, als Sägewerk noch in Betrieb. |                           | BW                                            |
| Velký Dřevíč 111 (Standort)                                | Prouza-Mühle Ober Drewitsch                   | ehem. Prouza-Mühle Ober Drewitsch – Prouzova mlýn Velký Dřevíč am Dřevíč (Erlitz). Grundstück mit einer Getreidemühle am Bach Olšavka bzw. Dřevíč. Von 1723 bis ca. 1880 im Besitz der Familie Prouza. Später von der Firma Sommernitz zu einer Textilfabrik umgebaut, jetzt eine Freizeitanlage. |                           | BW                                            |
| Mühlen an der Metuje (Mettau)                              |                                               | |                           |                                               |
| Dolní Adršpach (Standort)                                  | Scholz-Mühle Nieder Adersbach                 | ehem. Scholz-Mühle Nieder Adersbach – Horní, Scholzův mlýn Dolní Adršpach an der Metuje (Mettau), nach 1945 abgerissen |                           | BW                                            |
| Dolní Adršpach (Standort)                                  | Mittelmühle Nieder Adersbach                  | ehem. Mittelmühle Nieder Adersbach – Prostřední, Spálený mlýn Dolní Adršpach, nach 1945 abgerissen |                           | BW                                            |
| Dolní Adršpach 1 (Standort)                                | Niedermühle, Wüste Mühle Adersbach            | ehem. Niedermühle, Wüste Mühle Nieder Adersbach – Dolní, Pustý, Leyerův, Šádův, Skalní mlýn Dolní Adršpach, 1860 nach Brand wieder aufgebaut, jetzt Hotel Skalní Mlýn. |                           | BW                                            |
| Teplice nad Metují 136 (Standort)                          | Mühle Wekelsdorf                              | ehem. Mühle – Mlýn na Kamenci, Luční mlýn Teplice nad Metují, kleine Dorfmühle, jetzt eine Pension |                           | BW                                            |
| Teplice nad Metují (Standort)                              | Hampel-Mühle; Schlossmühle Wekelsdorf         | ehem. Hampel-Mühle Wekelsdorf – Hamplův mlýn Teplice nad Metují; befand sich am Mühlgraben unterhalb vom Unteren Schloss Wekelsdorf, in den 1970er Jahren abgerissen. |                           | BW                                            |
| Teplice nad Metují, Dolní Teplice, Palackého 16 (Standort) | Winter-Mühle Unter Wekelsdorf                 | ehem. Winter-Mühle Unter Wekelsdorf – Winterův mlýn Teplice nad Metují; Mühle wurde von Johann Hampel 1855 erbaut, liegt in der Nähe der Adersbach-Weckelsdorfer Felsen, ab 1939 im Besitz des Müllers Johann Winter, im Jahr 1951 verstaatlicht, seit 1958 unter Denkmalschutz gestellt, 1990 privatisiert, jetzt eine Pension. | 32616/6-4926 Info Katalog | weitere Bilder                                |
| Dědov 1, OT von Teplice nad Metují (Standort)              | Mühle Nieder Mohren                           | ehem. Mühle Nieder Mohren – mlýn v Dědově; Getreidemühle, im Jahr 1791 errichtet, um 1900 zum Sägewerk umgebaut, 1918 auf Turbinenbetrieb umgestellt, die technische Ausrüstung blieb nicht erhalten, derzeit unbewohnt. |                           | BW                                            |
| Česká Metuje 81 (Standort)                                 | Mühle Böhmisch Matha                          | ehem. Mühle Böhmisch Matha – Mlýn v České Metuji; kleine Dorfmühle mit 500 m langem Mühlgraben, umgebaut zum Wohnhaus. |                           | BW                                            |
| Maršov nad Metují 13, OT von Velké Petrovice (Standort)    | Mühle Marschau                                | ehem. Mühle Marschau – mlýn v Maršově nad Metují. Die Mühle wurde 1241 gegründet und gehörte zum Stift Břevnov, nach Bränden und Zerstörungen im Dreißigjährigen Krieg wieder neu aufgebaut. Im Jahr 1851 vom Müller Jos. Pelly als Steingebäude im Braunauer klassizistischen Stil neu errichtet, ab 1910 vom Unternehmer Knoll zur Weberei umgebaut und mit einer Francis-Turbine ausgerüstet, bis 1948 in Betrieb, danach verfallen, jetzt Wohnhaus. |                           | Mühle Marschau                                |
| Velké Petrovice 15 (Standort)                              | Sägemühle Groß Petrowitz                      | ehem. Sägemühle Groß Petrowitz – Petrovický mlýn, urspr. ein Sägewerk, beim Ausbau der Straße abgerissen. |                           | BW                                            |
| Velké Petrovice 66, Ortslage Kozínek (Standort)            | Kozinka-Mühle Groß Petrowitz                  | ehem. Kozinka-Mühle Groß Petrowitz – mlýn Kozínek in Velké Petrovice; Mühle 1869 erbaut, im Jahr 1930 gab es hier ein Wasserkraftwerk, eine Mühle und ein Sägewerk, jetzt MVE und Futtermittelproduktionsanlage. |                           | BW                                            |
| Žabokrky, V Lískách 5, OT von Hronov (Standort)            | Mühle Froschhals                              | ehem. Mühle Froschhals – Podhorní mlýn Žabokrky. Getreidemühle von 1629, 1901 zum Wasserkraftwerk umgebaut. |                           | BW                                            |
| Hronov, Jungmannova 107 (Standort)                         | Papiermühle; Novotny-Mühle Hronov             | ehem. Papiermühle; Novotny-Mühle Hronov – Stará Papírna, Čapkův mlýn Hronov. Die Mühle wurde 1821 vom Müller Jan Prouza erbaut, urspr. Papiermühle, später Umbau zur Papierfabrik. Im Jahr 1890 war der Besitzer Karel Novotný, der Großvater der Gebrüder Čapek. Der letzte Besitzer der Mühle war Josef Cinke, jetzt Kraftwerk MVE Hronov, Wohnhaus und Museum. | Wikidata-Objekt anzeigen  | weitere Bilder                                |
| Hronov, Freiwaldovo náměstí 25 (Standort)                  | Niedermühle, Freiwald-Mühle Hronov            | ehem. Niedermühle, Freiwald-Mühle Hronov – Dolní, Hejnův, Freiwaldův mlýn Hronov. Mühle aus der 1. Hälfte des 19. Jahrhunderts, Besitzer war Anton Hejn. Anfang des 20. Jahrhunderts befand sich hier die Mühle und das Kraftwerk von Rudolf Freiwald, nach 1945 abgerissen, jetzt MVE Hronov mit Kaplan-Turbine. |                           | BW                                            |
| Velké Poříčí, V Olšině 8 (Standort)                        | Obermühle Groß Poritsch                       | ehem. Obermühle Groß Poritsch – Horní mlýn Velké Poříčí; urspr, Gutsmühle aus der 1. Hälfte des 18. Jahrhunderts, jetzt Wohnhaus und Autowerkstatt. |                           | BW                                            |
| Velké Poříčí, Poříčská 14 (Standort)                       | Niedermühle Groß Poritsch                     | ehem. Niedermühle Groß Poritsch – Dolní mlýn Velké Poříčí, Mühle außer Betrieb, jetzt Wohnhaus |                           | BW                                            |
| Běloves, 1. Máje 18, OT von Náchod (Standort)              | Hejzlar-Mühle Bielowes                        | ehem. Hejzlar-Mühle Bielowes – Běloveský, Hejzlarův mlýn Běloves, jetzt Wohnhaus und MVE | Wikidata-Objekt anzeigen  | Hejzlar-Mühle Bielowes                        |
| Staré Město nad Metují, Bílkova 2 (Standort)               | Holzbecher-Mühle Altstadt an der Mettau       | ehem. Holzbecher-Mühle Altstadt an der Mettau – Staroměstský, Holzbecherův mlýn Staré Město nad Metují; erste Erwähnung der Mühle im Jahr 1445, Säge- und Walkmühle, im Jahr 1915 abgebrannt. Besitzer G. Holzbecher baute es zu seiner heutigen Form um, mit zwei Francis-Turbinen und Walzenmühlen, 1940 mit Reinigungsanlage und Silo erweitert. Im Jahr 1946 verstaatlicht und modernisiert (Kaplanturbinen eingebaut), 1987 zur vollautomatischen Roggenmühle umgebaut. Nach 1989 privatisiert und 2006 zwei weitere Silos ergänzt. Die Mühle ist derzeit in Betrieb. |                           | BW                                            |
| Staré Město nad Metují, Odboje 32, OT Bražec (Standort)    | Mühle Braschetz                               | ehem. Mühle Braschetz – mlýn v Bražci; erste schriftliche Erwähnung von 1432, nach 1560 wurde am rechten Ufer der Metuje eine neue Mühle erbaut, 1885 abgebrannt und Bau einer Textilfabrik durch Josef Bartoň, im Jahr 1914 wurde ein neues Wehr errichtet. |                           | BW                                            |
| Jestřebí nad Metují 30 (Standort)                          | Höllenmühle                                   | ehem. Höllenmühle Habichtsau – mlýn Peklo, Pekelec Jestřebí nad Metují. Mühle an der Olešenka (Alscher Bach). Die ursprüngliche Peklo-Mühle wurde vom Architekten Dušan Jurkovič (1868–1947) in den Jahren 1908 bis 1910 für den Textilunternehmer Josef Bartoň (1838–1920) zur Touristenunterkunft und Gaststätte „Bartoňs gemütliche Hölle“ (Bartoňova útulna Peklo) umgebaut. | 20828/6-1668 Info Katalog | weitere Bilder                                |
| Lipí 37, OT von Náchod (Standort)                          | Mühle Lip                                     | ehem. Mühle Lip – mlýn v Pekle II Lipí; Peklo-Mühle II an der Mettau, bis 1926 in Betrieb, d.h. auch nach der Umwandlung der benachbarten Peklo-Mühle in ein Restaurant und eine Touristenunterkunft, jetzt für Erholungszwecke genutzt. |                           | BW                                            |
| Nové Město nad Metují, Pod Hradbami 1080 (Standort)        | Obermühle, Horák-Mühle Neustadt an der Mettau | ehem. Obermühle Neustadt an der Mettau – Starý, Horní, Červený, Horákův, Voborníkův mlýn, mlýn Pod skalou Nové Město nad Metují; bereits im Jahr 1897 zur Stromerzeugung genutzt, im Jahr 1925 kaufte die Stadt die Mühle und das Kraftwerk, jetzt MVE Vodní elektrárna Nové Město nad Metují. |                           | Obermühle, Horák-Mühle Neustadt an der Mettau |
| Nové Město nad Metují, Pod Výrovem 1058 (Standort)         | Vogelmühle Neustadt                           | ehem. Vogelmühle Neustadt – Nový, Ptáčkův Mlýn Nové Město n. M.; früher eine gemauerte Mühle mit zwei Mühlrädern, später umgebaut zum Wasserkraftwerk, jetzt Malá vodní elektrárna Nové Město, Pod Výrovem 1045. |                           | BW                                            |
| Nové Město nad Metují, Pod Vinicemi 1047 (Standort)        | Alte Mühle; Schlossmühle Neustadt             | ehem. Alte Mühle; Schlossmühle Neustadt – Starý mlýn, zámecká vodárna, městská elektrárna Nové Město n. M.; urspr. eine Mühle, ab 1688 ein Wasserwerk zur Versorgung der Burg mit Wasser über den Schloss-Wasserturm (Zámecká vodárna), ab 1908 in ein Kraftwerk umgebaut. |                           | Alte Mühle; Schlossmühle Neustadt             |
| Nové Město nad Metují, Elektrárenská 129 (Standort)        | Holeček-Mühle Neustadt                        | ehem. Holeček-Mühle Neustadt – Mlýnek, Holečkův mlýn in Nové Město n. M., Elektrárna městyse Krčína; 1876 vom Weber Josef Přibyl erbaut, 1907 abgebrannt und nie wieder aufgebaut. Im Jahr 1909 baute die Gemeinde Krčín ein Wasserkraftwerk, das sich jedoch in der Gemarkung von Nové Město n/M befindet, jetzt MVE. |                           | BW                                            |
| Krčín, OT von Nové Město nad Metují (Standort)             | Mühle Rodwald                                 | ehem. Mühle Rodwald – Luchovský mlýn pod Budínem in Krčín, abgerissen |                           | BW                                            |
| Krčín, Na Kopci 28 (Standort)                              | Schwarze Mühle Rodwald                        | ehem. Schwarze Mühle Rodwald – Mlýn Černých, Špatenkovský mlýn v Krčíně; Mühle bereits in der 1. Hälfte des 14. Jahrhunderts urkundlich erwähnt. Sie war Teil eines aus mehreren Gebäuden bestehenden Bauernhofs, jetzt iste die Mühle außer Betrieb und das Hauptgebäude wird als Wohngebäude genutzt. |                           | BW                                            |
| Černčice 72 (Standort)                                     | Mühle Tscherntschitz                          | ehem. Mühle Tscherntschitz – Podhorní, Rouskův mlýn Černčice, am Mühlgraben der Metuje. Gutsmühle, bereits im Grundbuch von 1527 erwähnt, seit 1760 bis zum 20. Jahrhundert im Besitz der Familie Král, jetzt als MVE genutzt, einige Gebäude sind verfallen. |                           | BW                                            |
| Černčice 75, Ortslage Osíček (Standort)                    | Mühle Tscherntschitz                          | ehem. Mühle Tscherntschitz – mlýn Osíček am Mühlgraben der Metuje; urspr. Dorfmühle von Osíček, später umgebaut zum Wasserkraftwerk mit einer Leistung von 37 kW. Ehem. Bäckerei, jetzt zur Ausflugsgaststätte „U mlynáře“ umgebaut und MVE Malá vodní elektrárna Osíček. |                           | BW                                            |
| Slavětín nad Metují 37 (Standort)                          | Sägemühle Slawietin an de Mettau              | ehem. Sägemühle Slawietin am Mühlgraben (Alte Mettau) – Daškův mlýn a pila Slavětín nad Metují; urspr. eine Sägemühle, jetzt ein Sägewerk und MVE Slavětín nad Metují mit 50 kW Leistung. |                           | Sägemühle Slawietin an de Mettau              |
| Roztoky nad Metují 1 (Standort)                            | Mühle Rostok                                  | ehem. Mühle Rostok – Roztocký mlýn am Stará řeka (Alte Mettau); die Mühle war lange Zeit im Besitz der Familien Brych, Marvan, Kozák, Rundstuk und Svárovský, seit 1963 außer Betrieb, jetzt MVE Roztoky. | Wikidata-Objekt anzeigen  | Mühle Rostok                                  |
| Šestajovice u Jaroměře 12 (Standort)                       | Spačeks Mühle Schestowitz                     | ehem. Spačeks Mühle Schestowitz – Špačkův mlýn Šestajovice u Jaroměře am Stará řeka (Alte Mettau); Mühle mit einer Turbine, jetzt MVE Šestajovice I mit 40 kW Leistung. |                           | BW                                            |
| Rychnovek ()                                               | Mühle Rychnovek                               | ehem. Mühle Reichenhof, jetzt MVE Malá vodní elektrárna Šestajovice II Rychnovek |                           |                                               |
| Jaroměř, Starý Ples 29, 71 (Standort)                      | Procházka-Mühle Alt Ples                      | ehem. Procházka-Mühle Alt Ples – Procházkův, Hořejší mlýn Starý Ples an der Stará Metuje (Alte Mettau); Mühle am Teich Starý Ples, jetzt ein kleines Wasserkraftwerk. | Wikidata-Objekt anzeigen  | Procházka-Mühle Alt Ples                      |
| Jaroměř, Starý Ples 65 (Standort)                          | Glacis-Mühle Alt Ples                         | ehem. Glacis-Mühle Alt Ples – Podklasní, Dolejší mlýn, mlýn Pod Kopanicí in Starý Ples; ehem. Dorfmühle an der Stará Metuje, die jetzt Strom erzeugt. |                           | BW                                            |